# Newport (Caroline du Nord)
Pour les articles homonymes, voir Newport.
Newport est une ville du comté de Carteret, dans l’État de Caroline du Nord aux États-Unis.

## Démographie
| 1870 | 1880 | 1890 | 1900 | 1910 | 1920 |
| ---- | ---- | ---- | ---- | ---- | ---- |
| 121  | 165  | 218  | 328  | 321  | 404  |

| 1930 | 1940 | 1950 | 1960 | 1970  | 1980  |
| ---- | ---- | ---- | ---- | ----- | ----- |
| 481  | 480  | 676  | 861  | 1 735 | 1 883 |

| 1990  | 2000  | 2010  | - | - | - |
| ----- | ----- | ----- | - | - | - |
| 2 516 | 3 349 | 4 150 | - | - | - |

## Source
- (en) Cet article est partiellement ou en totalité issu de l’article de Wikipédia en anglais intitulé « Newport, North Carolina » (voir la liste des auteurs).